# Stadtscheunen (Trebsen)

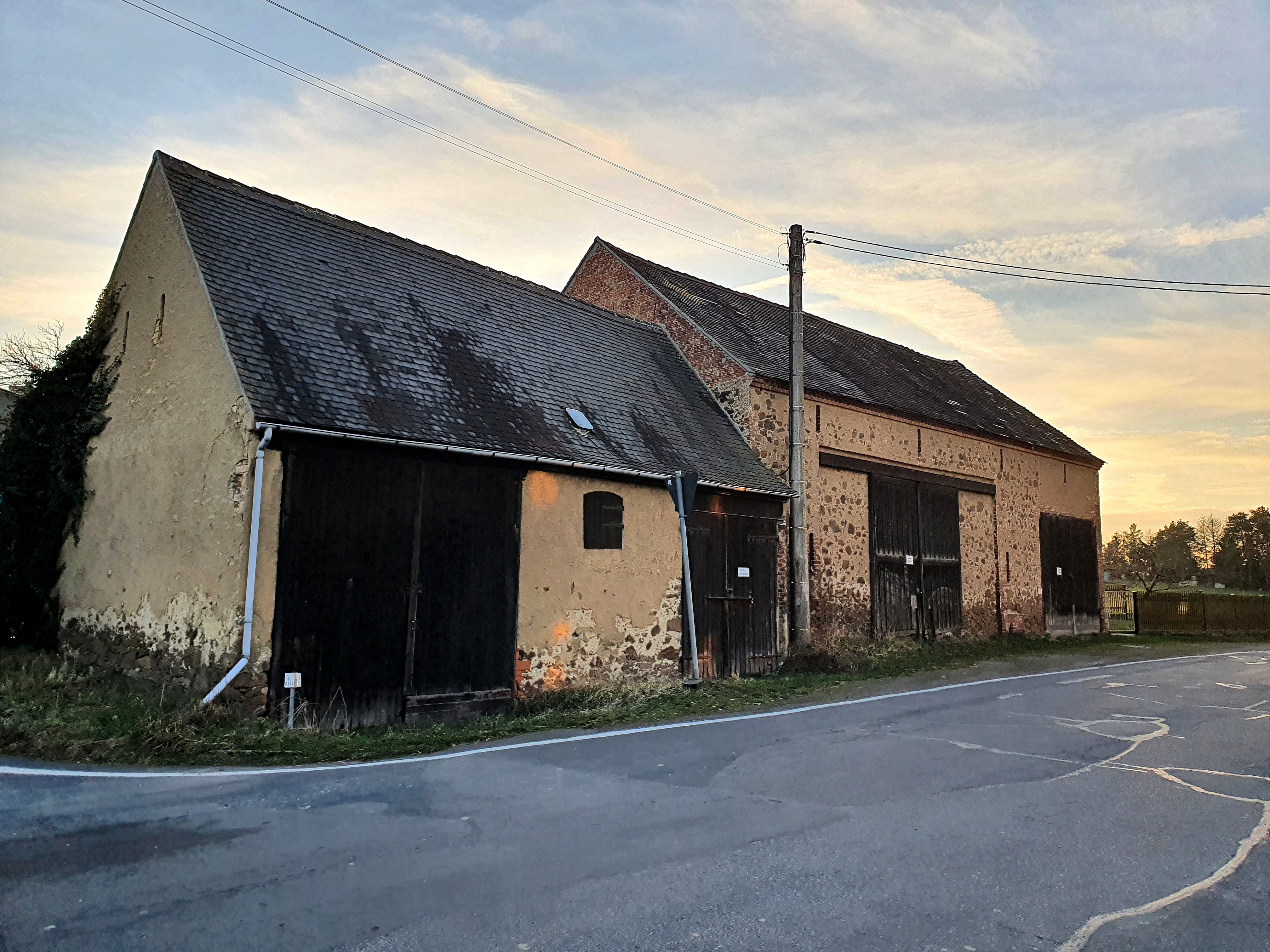
Stadtscheunen Trebsen (Vorderseite)

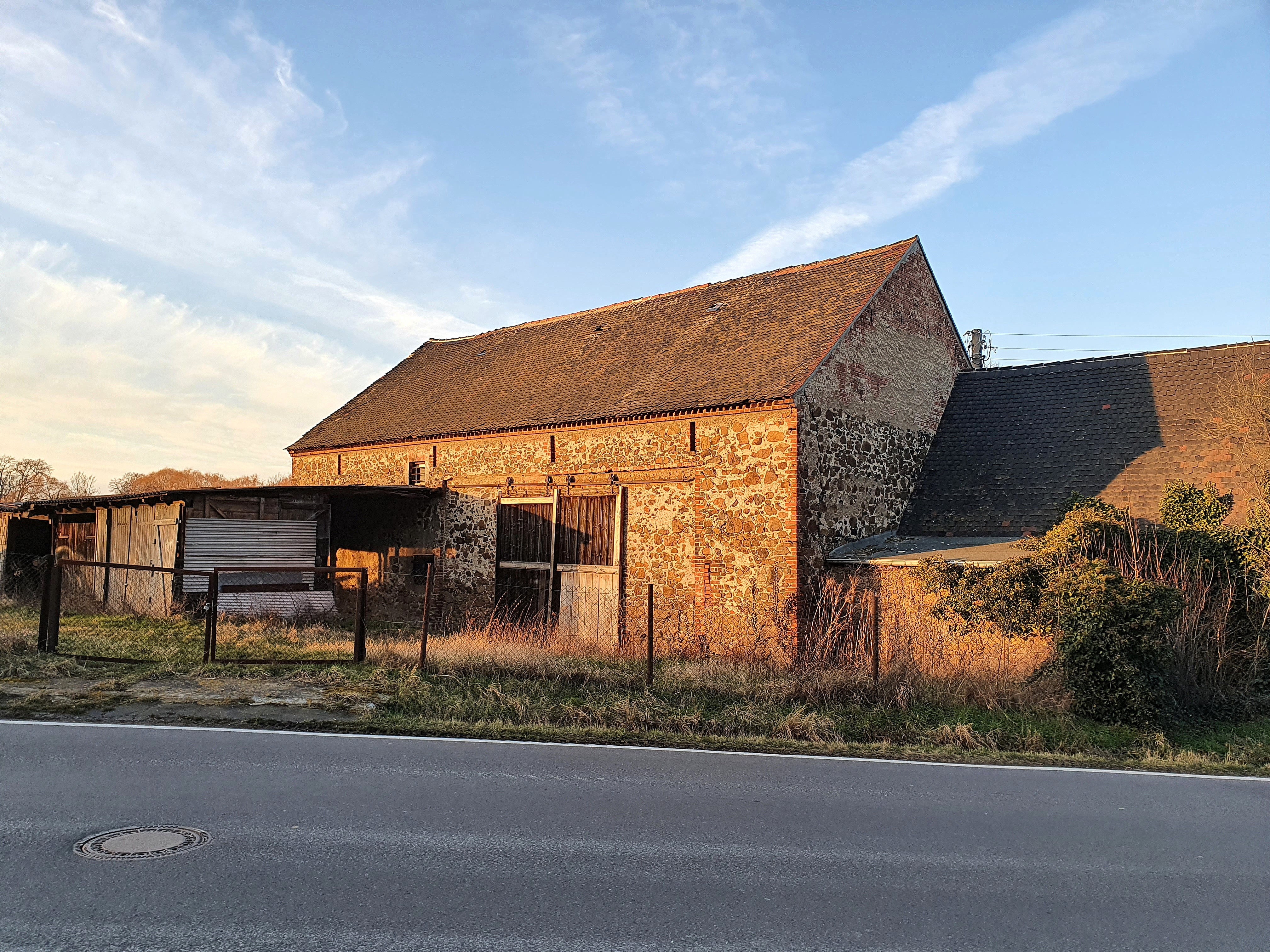
Stadtscheunen in Trebsen (Rückseite)

Im sächsischen Trebsen gibt es in der Altenhainer Straße die selten gewordene Gebäudeart der Stadt- oder Ackerbürgerscheunen. Es gibt sie auch vereinzelt in weiteren Städten. Die Scheunen sind auf der Liste der Kulturdenkmale in Trebsen/Mulde aufgeführt.